# Carlos Ribeira de Faria
Carlos Ribeira de Faria (ur. 29 lipca 1882 w Rio de Janeiro, zm. ?) – brazylijski urzędnik konsularny.
Po służbie w charakterze aspiranta w Marynarce Wojennej Brazylii (1899-1900), wstąpił do brazylijskiej służby zagranicznej, gdzie pełnił funkcje m.in. pracownika konsularnego w Genewie (1907-1913), Funchal (1913-1914), Genewie (2-po raz drugi) (1914-1915), wicekonsula w Alvear w Argentynie (1915-1918), konsula w Genewie (3) (1919-1923), Gdańsku (1923-1924, 1925-1929), Rzymie (1930-1931), Warszawie (1931-1933), Maladze (1933-1934), w resorcie spraw zagranicznych (Secretaria de Estado) (1935-1936), konsula generalnego w Liverpool (1938-1939) i Genewie (4) (1939).